# Mixtuur (radioprogramma)
Mixtuur was een programma van de Vlaamse klassieke-muziekzender Klara dat cross-over en avant-garderock, -jazz en -klassieke muziek bracht. Het werd uitgezonden van 2001 tot en met 2011 en was vernoemd naar het orgelregister mixtuur.
Het programma was van maandag tot donderdag geprogrammeerd tussen 22 uur en 23 uur met Bart Vanhoudt als presentator. De laatste uitzending vond op 30 juni 2011 plaats. 